# Divisões administrativas em 1986
Nesta página encontrará referências aos acontecimentos directamente relacionados com a regiões administrativas ocorridos durante o ano de 1986.

## Eventos
- 13 de Maio - Fundação do município de Comodoro (Mato Grosso).
- 24 de julho - A vila moçambicana de Dondo é elevada a cidade.
- 23 de agosto - As vilas portuguesas de Albufeira, Fafe, Maia, Mangualde e Seia são elevadas a cidade.